# 6345 Hideo
A 6345 Hideo (ideiglenes jelöléssel 1994 AX1) a Naprendszer kisbolygóövében található aszteroida. Endate, K. és Vatanabe Kazuró fedezte fel 1994. január 5-én.